# Sveriges ambassad i Quito
Sveriges ambassad i Quito (spanska: Embajada de Suecia en Quito) var Sveriges diplomatiska beskickning i Ecuador som var belägen i landets huvudstad Quito. Beskickningen bestod av en ambassad och ett antal svenskar utsända av Utrikesdepartementet (UD). Ambassaden invigdes 1964, och stängdes igen 1992 varpå ansvaret för Sveriges diplomatiska förbindelser med Ecuador överfördes till Sveriges ambassad i Bogotá.

## Beskickningschefer
| Namn                      | Period    | Funktion   | Ackreditering                              |
| ------------------------- | --------- | ---------- | ------------------------------------------ |
| Einar Modig               | 1930–1934 | Envoyé     | Sidoackrediterad från ambassaden i Lima.   |
| Vilhelm Assarsson         | 1935–1937 | Envoyé     | Sidoackrediterad från ambassaden i Lima.   |
| Gunnar Reuterskiöld       | 1937–1945 | Envoyé     | Sidoackrediterad från ambassaden i Lima.   |
| Martin Kastengren         | 1945–1951 | Envoyé     | Sidoackrediterad från ambassaden i Lima.   |
| Brynolf Eng               | 1951–1955 | Envoyé     | Sidoackrediterad från ambassaden i Bogotá. |
| Leif Öhrvall              | 1955–1958 | Envoyé     | Sidoackrediterad från ambassaden i Bogotá. |
| Torsten Brandel           | 1958–1961 | Ambassadör | Sidoackrediterad från ambassaden i Bogotá. |
| Curt Leijon               | 1961–1964 | Minister   | Sidoackrediterad från ambassaden i Bogotá. |
| Ingvar Grauers            | 1965–1976 | Ambassadör | Sidoackrediterad från ambassaden i Bogotá. |
| Hans-Efraim Sköld         | 1976–1979 | Ambassadör | Sidoackrediterad från ambassaden i Bogotá. |
| Gunnar Hultner            | 1980–1984 | Ambassadör |                                            |
| Christian Bausch          | 1984–1989 | Ambassadör |                                            |
| Christer Manhusen         | 1989–1992 | Ambassadör |                                            |
| Sven Juhlin               | 1992–1996 | Ambassadör | Sidoackrediterad från ambassaden i Bogotá. |
| Björn Sternby             | 1996–2000 | Ambassadör | Sidoackrediterad från ambassaden i Bogotá. |
| Olof Skoog                | 2000–2004 | Ambassadör | Sidoackrediterad från ambassaden i Bogotá. |
| Lena Nordström            | 2005–2011 | Ambassadör | Sidoackrediterad från ambassaden i Bogotá. |
| Marie Andersson de Frutos | 2011–2017 | Ambassadör | Sidoackrediterad från ambassaden i Bogotá. |
| Tommy Strömberg           | 2017–     | Ambassadör | Sidoackrediterad från ambassaden i Bogotá. |